# Walter I. von Geroldseck
Walter I. von Geroldseck (* um 1204; † 1277) war Herr von Geroldseck.

## Leben

Wappen der Herren von Geroldseck

Walter I. wird erstmals genannt, als Kaiser Friedrich II. am 27. August 1235 in Worms eine Urkunde für die Abtei Gengenbach ausstellt, die von Walter I. und seinem Bruder Burkard besiegelt wird. 1246 erobert der Bischof von Straßburg, Heinrich III. von Stahleck, mit Unterstützung von Walter I. das Kinzigtal bis Hausach inklusive Burg Ortenberg und Burg Husen. Im selben Jahr nimmt Walter I. Burg Mahlberg ein. In seine Herrschaftszeit fällt außerdem die Zerstörung der gegnerischen Burg Lützelhardt im Zeitraum von 1245 bis 1248 und die Errichtung der Burg Hohengeroldseck. 1250 wird Walter I. mit seinem Sohn in seiner Burg zu Lahr durch Graf Konrad von Freiburg gefangen genommen, ohne jedoch in der Folge Machteinbußen zu erleiden. Im Jahr 1259 stiftet er das Kloster Steigen in Lahr. 1265 schließt Walter I. einen Kaufvertrag mit dem Staufer Konradin zum Erwerb der Burg Mahlberg. Auf dieser urkundete er bereits im Jahr 1252 mit seiner Frau, als er dem Kloster Tennenbach ein Hofgut schenkte, und 1267 auf Burg Schwanau.
In Publikationen wird er als „Mann mit großer politischer Begabung“ und als „machtvoll und zielstrebig“ charakterisiert. Unter ihm befanden sich die Geroldsecker 1250 auf dem Höhepunkt ihrer Macht.
Nach dem Tode Walters I. von Geroldseck 1277 werden die Besitzungen zwischen seinen Enkeln Heinrich I. und Walter II. einerseits und seinem Sohn Heinrich Graf von Veldenz andererseits aufgeteilt. Letzterer erhält die Herrschaft Hohengeroldseck („obere Herrschaft“), Heinrich und Walter die Herrschaft Lahr-Mahlberg („untere Herrschaft“).

## Familie
Walter I. von Geroldseck war mit Heilika von Malberg († 1269) verheiratet. Er hatte drei Söhne, Walter (1231–1263; Bischof von Straßburg), Hermann (1262 gefallen in der Schlacht von Hausbergen; Landvogt im Elsass, Breisgau und in der Ortenau) und Heinrich (heiratete 1270 die Erbtochter des Grafen von Veldenz), sowie zwei Töchter, Elisabeth und Adelheid († 1300). Die Enkel Heinrich I. und Walter II. sind die Söhne Hermanns.